# 대한민국 형사소송법 제296조
대한민국 형사소송법 제296조는 증거조사에 대한 이의신청에 대한 형사소송법의 조문이다.

## 조문
제296조(증거조사에 대한 이의신청) ① 검사, 피고인 또는 변호인은 증거조사에 관하여 이의신청을 할 수 있다.
②법원은 전항의 신청에 대하여 결정을 하여야 한다.

第296條(證據調査에 對한 異議申請) ① 檢事, 被告人 또는 辯護人은 證據調査에 關하여 異議申請을 할 수 있다.
②法院은 前項의 申請에 對하여 決定을 하여야 한다.

## 참고 문헌
- 손동권 신이철, 새로운 형사소송법(초판, 2013), 세창, 2013. ISBN 9788984114081